# Nowe Biskupice (województwo lubuskie)
Nowe Biskupice (niem. Neu Bischofsee) – wieś sołecka w Polsce, położona w województwie lubuskim, w powiecie słubickim, w gminie Słubice.
Od 1873 do 1945 r. wieś wchodziła w skład powiatu Weststernberg w rejencji frankfurckiej pruskiej prowincji Brandenburgia.
W latach 1975–1998 miejscowość położona była w województwie gorzowskim.
W miejscowości działała Ferma Tuczu Trzody w Nowych Biskupicach należąca do Rolniczej Spółdzielni Produkcyjnej „Nadodrze” w Kunowicach.
Wieś położona jest nad potokiem Lisia, przy drodze wojewódzkiej nr 137 Słubice – Trzciel.
W pobliżu wsi znajduje się jezioro Sułek, nad którym ulokowana jest osada Sułówek.

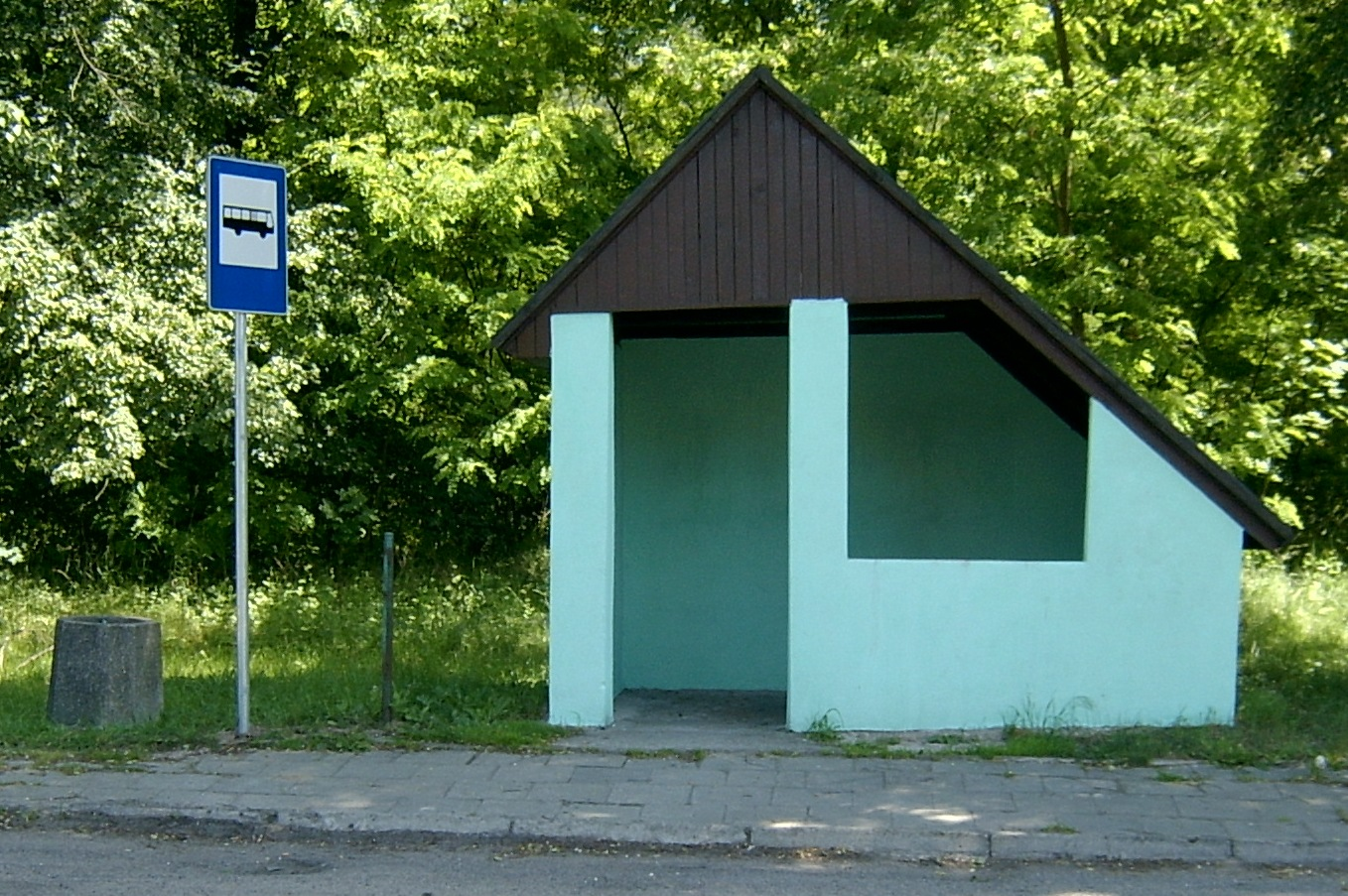
Przystanek autobusowy w Nowych Biskupicach
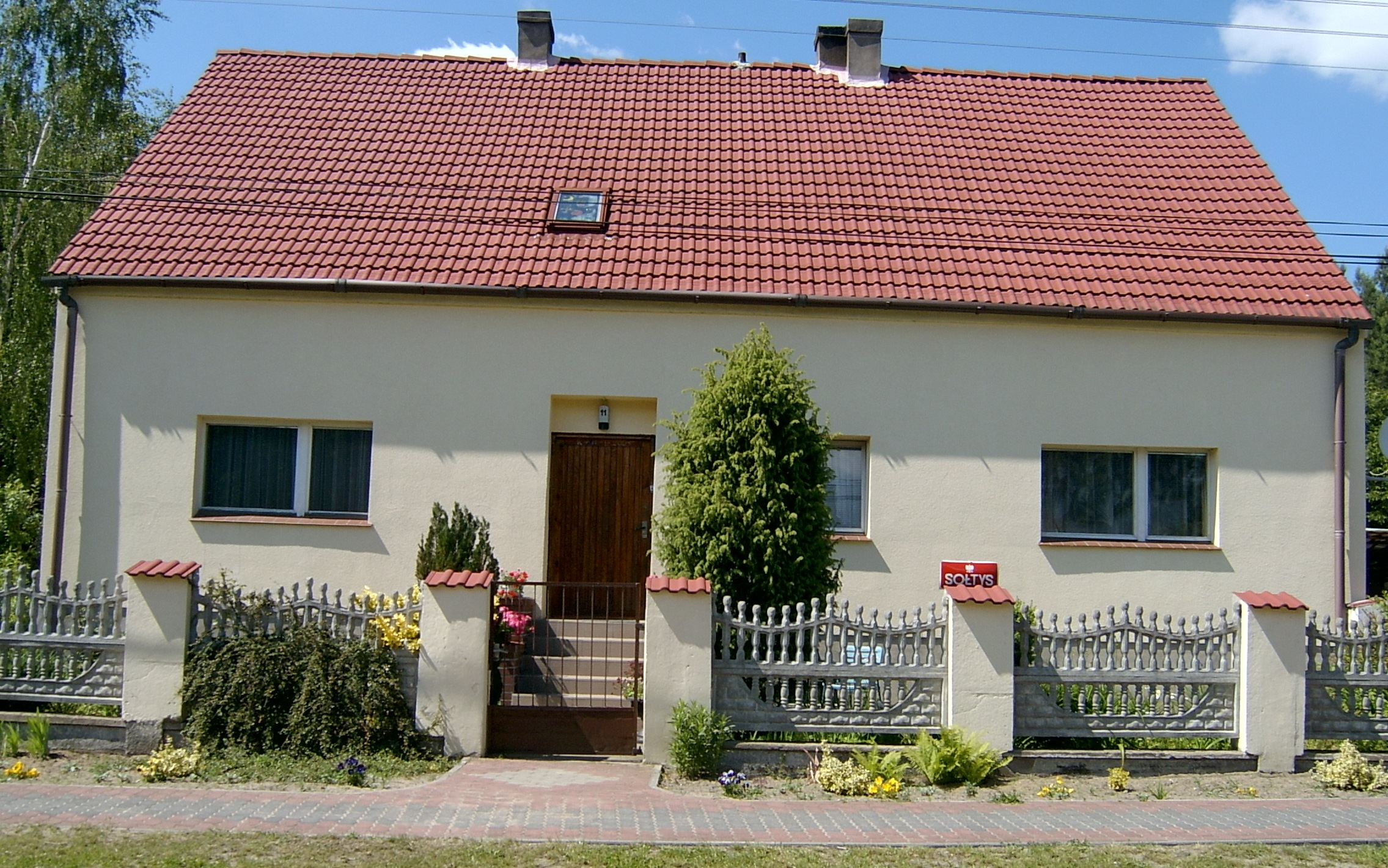
Dom sołtysa w Nowych Biskupicach
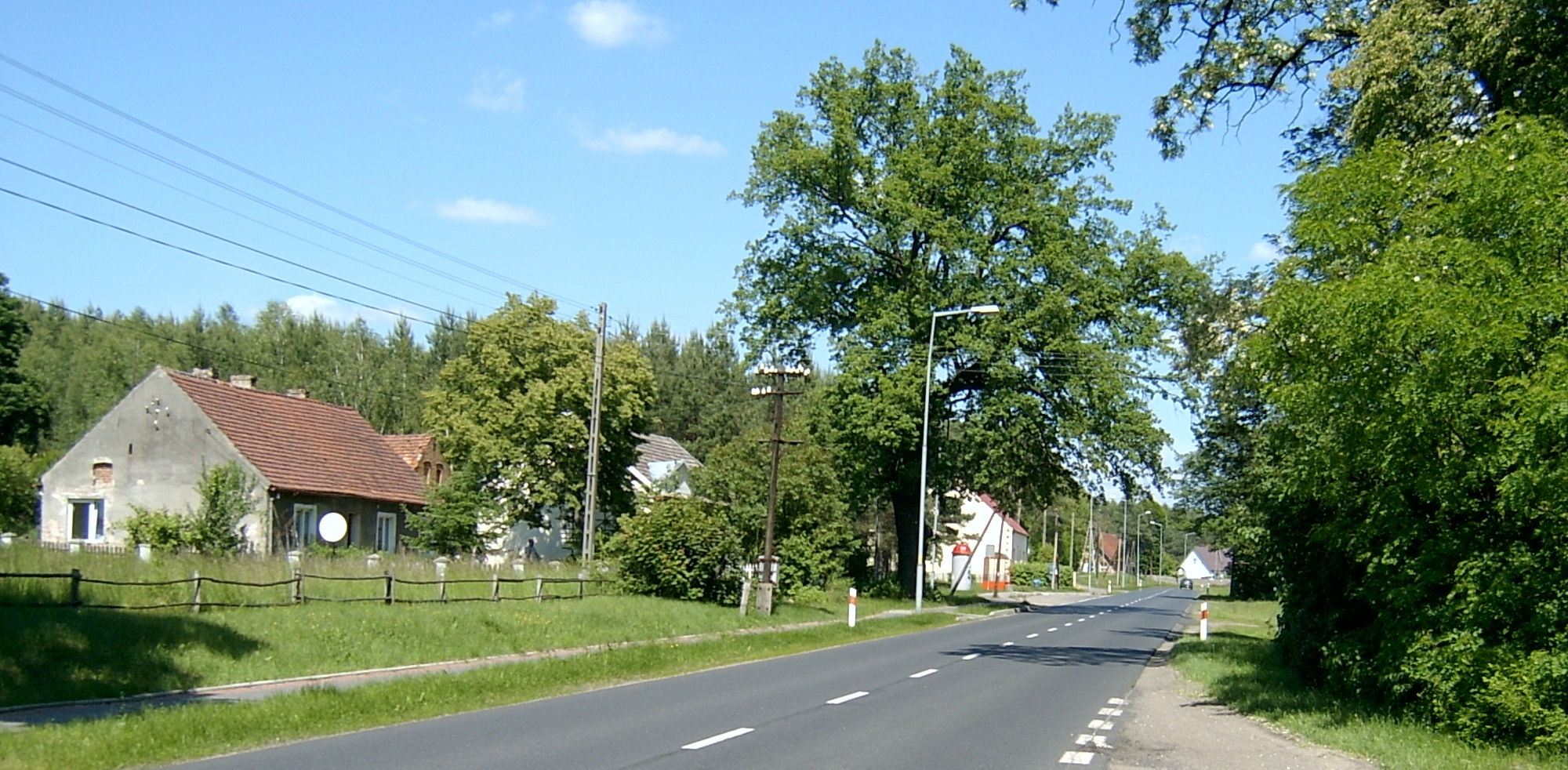
Droga wojewódzka nr 137 Słubice–Trzciel w Nowych Biskupicach